# Bryophaenocladius pleuralis
Bryophaenocladius pleuralis är en tvåvingeart som först beskrevs av Malloch 1915.  Bryophaenocladius pleuralis ingår i släktet Bryophaenocladius och familjen fjädermyggor.
Artens utbredningsområde är Illinois. Inga underarter finns listade i Catalogue of Life.